# Parapercis flavescens
Parapercis flavescens és una espècie de peix de la família dels pingüipèdids i de l'ordre dels perciformes.

## Descripció
- El cos fa 8,9 cm de llargària màxima i presenta franges grogues amb la línia lateral gris. El musell i els ulls són de color groc oliva, mentre que les aletes dorsal i anal són groc daurat. Ulls grossos.
- 5 espines a l'aleta dorsal i 19 radis tous a l'anal.
- La cinquena espina de l'aleta dorsal és la més allargada de tot el conjunt.
- La darrera membrana interespinosa de l'aleta dorsal es troba unida horitzontalment amb el primer radi.[2][3]

## Hàbitat i distribució geogràfica
És un peix marí i demersal (fins als 360 m de fondària), el qual viu al Pacífic occidental central: Nova Caledònia.

## Observacions
És inofensiu per als humans.